# Amityville 3-D
Amityville 3-D (alias Amityville III: The Demon) is een Amerikaanse-Mexicaans horrorfilm uit 1983 onder regie van Richard Fleischer. Het is het derde deel in de The Amityville Horror-filmserie.

## Verhaal
John Baxter koopt het huis dat voorheen werd bewoond door de familie Lutz. Zijn partner Melanie en hij krijgen er binnen de kortste keren te maken met vreemde en beangstigende gebeurtenissen. Melanie raakt ervan overtuigd dat er zich iets demonisch in het huis bevindt.

## Rolverdeling
| Acteur        | Personage    |
| ------------- | ------------ |
| Tony Roberts  | John Baxter  |
| Tess Harper   | Nancy Baxter |
| Robert Joy    | Eliot West   |
| Candy Clark   | Melanie      |
| Lori Loughlin | Susan Baxter |
| Meg Ryan      | Lisa         |
| Neill Barry   | Jeff         |